# Get Over It (film)
Get Over It è un film del 2001 prodotto negli Stati Uniti e diretto da Tommy O'Haver.

## Trama
Berke, studente del college fidanzato con Allison, crede che tutto gli vada bene, ma invece non è così.